# Équipe de France masculine de handball au Championnat d'Europe 2000
Cet article relate le parcours de l'Équipe de France masculine de handball lors du Championnat d'Europe 2000 organisé en Croatie du 21 janvier au 30 janvier 2000. Il s'agit de la 4e participation de la France aux Championnats d'Europe.
Après n'avoir pas été en mesure de dépasser le stade de la phase de poule lors des trois premières éditions, la France termine cette fois en tête de sa poule avec notamment des victoires probantes face à l'Allemagne (25-19) et l'Espagne (28-22) et un match nul 26-26 face à la Croatie lors de la dernière journée. Opposés à la Russie en demi-finale, les Français s'inclinent nettement 23 à 30 et retrouvent les Espagnols. Mais Talant Dujshebaev, meilleur buteur du match, est cette fois bien présent sur le parquet et les Bleus terminent au pied du podium après une courte défaite 23 à 24.

## Présentation

### Qualification
La France, en tant que tête de série, est directement qualifiée pour les barrages. Opposée à la Roumanie en septembre 1999, les Bleus s'imposent avec la manière lors du match aller à Oradea (22-15) et gèrent leur avance lors du match retour à Dijon (victoire 19-18, 9-9 à la mi-temps).

### Matchs de préparation
L'équipe de France est en stage du 3 au 10 janvier 2000 pour la première fois à Capbreton. Elle joue à cette occasion trois matchs amicaux :
- le 5 janvier à Irun contre le Club Deportivo Bidasoa (défaite 30 à 32) ;
- le 7 janvier à Bordeaux contre l'Islande (victoire 24 à 20) ;
- le 9 janvier à Pau contre l'Islande (match nul 20 à 20).

Elle rejoint ensuite la Suède pour un tournoi de préparation. Contre la Suède, les Bleus commencent bien le match mais, en deuxième mi-temps, Magnus Wislander a accéléré et c'est une défaite contre les champions du monde sortants. Le lendemain contre le Danemark, les deux équipes sont à égalité à la mi-temps mais à cause de l'inefficacité des arrières (Fernandez à 1 sur 7), nouvelle défaite de 3 buts. Enfin, face à l’Égypte, un temps mort salutaire (la France était menée 2 à 7) permet aux Bleus de revenir à 16-14 avant que l’Égypte ne sombre (23-13). La fin de match en roue libre se conclut par une victoire 28 à 23.

### Effectif
Guéric Kervadec est absent à cause d'une mononucléose diagnostiquée en décembre. Par conséquent, Jackson Richardson récupère le capitanat. Guillaume Gille s'est quant à lui blessé le 22 décembre lors du match de championnat entre Chambéry et Montpellier. Enfin, Jérôme Fernandez a dû lui déclarer forfait après s'être sérieusement brûlé à la main sous la douche à 48 heures de la première rencontre.
À noter également que Thierry Omeyer et Daniel Narcisse ont accompagné l'équipe, mais n'ont jamais été alignés sur une feuille de match.

## Résultats

### Phase de poule (Groupe A)
|   | Équipe    | Pts | J | G | N | P | Bp  | Bc  | Diff |
| - | --------- | --- | - | - | - | - | --- | --- | ---- |
| 1 | France    | 9   | 5 | 4 | 1 | 0 | 127 | 110 | 17   |
| 2 | Espagne   | 8   | 5 | 4 | 0 | 1 | 128 | 120 | 8    |
| 3 | Croatie   | 7   | 5 | 3 | 1 | 1 | 122 | 114 | 8    |
| 4 | Norvège   | 3   | 5 | 1 | 1 | 3 | 106 | 114 | -8   |
| 5 | Allemagne | 2   | 5 | 0 | 2 | 3 | 110 | 119 | -9   |
| 6 | Ukraine   | 1   | 5 | 0 | 1 | 4 | 104 | 120 | -16  |

| Date       | Équipe 1 | Score   | Équipe 2  |
| ---------- | -------- | ------- | --------- |
| 21 janvier | France   | 24 – 21 | Norvège   |
| 22 janvier | France   | 24 – 22 | Ukraine   |
| 23 janvier | France   | 25 – 19 | Allemagne |
| 25 janvier | France   | 28 – 22 | Espagne   |
| 27 janvier | France   | 26 – 26 | Croatie   |

#### France-Norvège (24-21): une victoire qui rassure
Présentée comme l'équipe la plus abordable de la poule des Français, il leur est impératif de la battre la Norvège pour se rassurer. Comme prévu, Jackson Richardson mène l'attaque et cède sa place en défense à Bertrand Gille. Déjà lors de ce premier match, le jeune chambérien va démontrer tout ce savoir-faire qui se confirmera tout au long de la compétition. Les Bleus sont un peu crispés en début de match et les Norvégiens réussissent à trouver des espaces en défense et ce sont eux qui ouvrent le score à la deuxième minute. Le premier tir français est de Jackson Richardson, promu capitaine en l'absence de Guéric Kervadec. Il manque sa cible mais dans la foulée, Bertrand Gille au pivot, d'une passe millimétrée de Marc Wiltberger, inscrit le premier but tricolore puis... le deuxième. Polyvalent à l'extrême, Bobo a marqué quatre fois lorsque les Bleus atteignent la pause (14-12). 
Christian Gaudin n'a pas flambé en première période et Bruno Martini le remplace à la reprise. Dès son entrée, il change la physionomie de la rencontre. Avec 16 arrêts dont 2 penalties, le gardien de Wuppertal devient l'homme du match. Grâce à un dernier arrêt, il envoie Richardson au but. Les Français viennent de se rassurer, la première étape a été franchie sans trop de douleur (24-21 score final).

#### France-Ukraine (24-22): avec les tripes
Avec l'Ukraine, les Français gravissent un échelon quant au niveau de leur adversaire. L'homme à neutraliser s'appelle Oleg Velyky. Pour tenter d'y parvenir, Daniel Costantini a décidé de confier à Richardson la défense en strict sur l'arrière ukrainien. Et la tactique porte ses fruits. Velyky parfaitement bloqué, les Ukrainiens sont obligés de trouver d'autres combinaisons qui elles ne sont pas forcément payantes. Ce qui permet aux Français de récupérer des ballons et d'envoyer au but leur homme du jour : Patrick Cazal. C'est lui qui inscrit les 3 premiers buts tricolores. Andrej Golic a pris la place de demi-centre, la physionomie de l'équipe est montpelliéraine et la relation Golic-Puigségur réussit à faire monter le compteur français (12-9 à la mi-temps). 
En début de deuxième période, l'équipe de France continue sur sa lancée et sur une nouvelle interception, après six minutes de jeu, Didier Dinart va enfoncer le clou (16-11). C'est là que les Bleus commencent à faiblir. Leur attaque s'effrite et Lochman en profite pour ramener son équipe à un but (19-18, 46e). C'est le traditionnel moment de relâchement français. Une période creuse qui se prolonge et six minutes avant la fin, l'Ukraine a réussi à revenir à égalité (21-21). Mais après les galères de la Supercoupe des nations, du stage à Cap Breton et du tournoi de Suède, l'équipe de France va faire preuve d'une force mentale nouvelle. Sur le terrain, aucun des Bleus ne veut lâcher. Et Bertrand Gille vient conclure pour une deuxième victoire.

#### France-Allemagne (25-19): les Bleus sur un nuage
A la fin de la rencontre, Daniel Costantini craque. L'entraîneur, en pleurs, lance un cri d'amour à ses joueurs qui viennent de lui offrir une splendide victoire sur l'Allemagne. Solides en défense, menés en attaque par un génial Jackson Richardson, les Français ont mis fin à trois ans et demi sans victoire face à cet adversaire, qui finira l'Euro en pleine déroute. Malgré un premier but de Stefan Kretzschmar, les Français prennent rapidement les choses en main. Cédric Burdet commence la rencontre au poste d'arrière droit, à la place de Cazal. Lancé par Richardson, c'est le Montpelliérain qui donne l'avantage à la France (2-1, 4e). Elle ne le perdra plus. Mieux, c'est un match de toute beauté que les Bleus offrent à des spectateurs acquis à la cause allemande. Richardson, de plus en plus époustouflant, lance tous ses partenaires au but. Les Allemands ne savent pas où donner de la tête en défense, tandis qu'en attaque, ils semblent ne pouvoir s'appuyer que sur Kretzschmar. L'équipe de France quant à elle connaît une réussite construite mais aux limites de l'insolence. Même en cas d'échec devant les buts adverses, les Tricolores peuvent compter sur un Bruno Martini au sommet de sa forme. Et à la mi-temps, six buts séparent les deux équipes (15-9).
Les Français, cette fois, ne relâcheront plus la pression et l'emporteront nettement 25 à 19. Les rois du terrain, ce jour-là, ce sont bel et bien eux. Ils n'en sont pas encore tout à fait conscients mais ils viennent de lancer, par cette victoire là, une magnifique aventure.

#### France-Espagne (28-22): le show continue
Plus les matches avancent et plus l'équipe de France semble sûre d'elle. Avant le match, la rumeur de l'absence de Talant Dujshebaev, malade, se répand un peu partout et effectivement, c'est sans son meneur que l'Espagne entre sur le terrain. Les Français en profitent et tout au long du match, ils vont effectuer une véritable démonstration devant des adversaires souvent hautains, cette fois complètement dépassés. Une fois n'est pas coutume, c'est Magic Jackson qui ouvre les hostilités. Pénétration dans la défense, tir à six mètres et voilà David Barrufet prévenu. Avec deux buts et une passe décisive en moins de cinq minutes, Richardson réalise une entame de match parfaite. Il ne s'arrêtera plus jusqu'à la fin. Mais chacun y met véritablement du sien. Gaudin renoue avec les trajectoires de balIon, Cazal reste égal à lui-même, tout comme la défense, toujours aussi solide. Les Bleus sont sur un nuage tandis que les Espagnols semblent un peu perdus devant ce talent. Quelques minutes avant la mi-temps, une série de penalties est transformée par Enric Masip qui ramène son équipe à trois buts (16-13, mi-temps).
La question du physique commence à se poser pour ce quatrième match en cinq jours, mais les Français ressurgissent sur le terrain plus motivés que jamais. En cinq minutes, ils inscrivent un 4-0 des mains de Gille, Burdet, Joulin et Golic (20-13, 35e). Quelques minutes plus tard, Martini et Cazal se chargent d"'enterrer" définitivement l'Espagne avant d'aller laisser exploser leur joie dans les vestiaires.

#### France-Croatie (26-26): en route vers les demi-finales
Défaits par l'Espagne, les Croates, à domicile, jouent sur cette rencontre pour leur qualification pour les demi-finales. Et dès la victoire française sur l'Espagne, les intimidations ont commencé à pointer le bout de leur nez. On parle de complot hispano-français et la nuit précédant la rencontre, les Tricolores reçoivent dans leurs chambres respectives des coups de téléphone anonymes à n'en plus finir. L'ambiance avant le match est chaude mais les Français sont remontés comme jamais. La rencontre débute pourtant mal avec un penalty manqué de Grégory Anquetil. Zlatko Saračević, deux minutes plus tard, ne rate pas sa cible et la Croatie ouvre le score. Mais les Français ne manquent pas de ressources mentales et tactiques. Et les inévitables Richardson et Cazal vont commencer à appuyer sur le match de toutes leurs forces. Grâce à eux, la France prend la tête après 23 minutes (8-7) et atteint la mi-temps avec un but d'avance (12-11).
La défense croate est pourtant sans pitié, mais les Français ne veulent surtout pas manquer ce rendez-vous là. Malgré le public, les Bleus tiennent face à un adversaire qui joue là sa qualification pour Sydney et qui pour cela doit gagner de cinq buts. Il n'en sera rien. Alors que la Croatie mène d'un but à une minute de la fin (25-26), "Jack" intercepte un ballon et va placer une roucoulette de toute beauté. Lui seul pouvait le faire, il l'a fait. La France termine ses matchs de poule en tête et invaincue.

### Tour final
|  | Demi-finales            | Demi-finales            |                        |       | Finale                  | Finale                  |
|  | Demi-finales            | Demi-finales            |                        |       | Finale                  | Finale                  |
|  |                         |                         |                        |       |                         |                         |
|  | 29 janvier 2000, Zagreb | 29 janvier 2000, Zagreb |                        |       | 30 janvier 2000, Zagreb | 30 janvier 2000, Zagreb |
|  | 29 janvier 2000, Zagreb | 29 janvier 2000, Zagreb |                        |       | 30 janvier 2000, Zagreb | 30 janvier 2000, Zagreb |
|  | Suède                   | 23                      |                        |       | 30 janvier 2000, Zagreb | 30 janvier 2000, Zagreb |
|  | Suède                   | 23                      |                        |       | 30 janvier 2000, Zagreb | 30 janvier 2000, Zagreb |
|  | Espagne                 | 21                      |                        |       | 30 janvier 2000, Zagreb | 30 janvier 2000, Zagreb |
|  | Espagne                 | 21                      | Suède                  | 32a2p |                         |                         |
|  | 29 janvier 2000, Zagreb |                         | Suède                  | 32a2p |                         |                         |
|  |                         | Russie                  | 31                     |       |                         |                         |
|  | Russie                  | Russie                  | 31                     | 30    |                         |                         |
|  | Russie                  |                         |                        | 30    |                         |                         |
|  | France                  | 23                      |                        |       |                         |                         |
|  | France                  | 23                      | Match pour la 3e place |       |                         |                         |
|  |                         |                         |                        |       |                         |                         |
|  | 30 janvier 2000, Zagreb |                         |                        |       |                         |                         |
|  |                         |                         |                        |       |                         |                         |
|  | Espagne                 | 24                      |                        |       |                         |                         |
|  | Espagne                 | 24                      |                        |       |                         |                         |
|  | France                  | 23                      |                        |       |                         |                         |
|  | France                  | 23                      |                        |       |                         |                         |

#### France-Russie (23-30): comme un coup de marteau
| 29 janvier 2000 15h00 | Russie              | 30 - 23   | France          | Dom Sportova, Zagreb Affluence : 3 000 Arbitrage : Marjan Nachevski, Dragan Nachevski |
| 29 janvier 2000 15h00 | Edouard Kokcharov 9 | (16 - 10) | Patrick Cazal 6 | Dom Sportova, Zagreb Affluence : 3 000 Arbitrage : Marjan Nachevski, Dragan Nachevski |
| 29 janvier 2000 15h00 | ×3 ×5 ×1            | Rapport   | ×4 ×2           | Dom Sportova, Zagreb Affluence : 3 000 Arbitrage : Marjan Nachevski, Dragan Nachevski |

Face à l'ogre russe, vice-champion du monde, les Bleus attaquent fort leur demi-finale. Cette fois, le détonateur côté français s'appelle Cédric Burdet. Daniel Costantini a décidé de le faire jouer à la place de Patrick Cazal. A 9 mètres, sans trembler, Burdet permet à son équipe de prendre une courte avance au tableau d'affichage (3-2, 5e). L'embellie française s'arrêtera quasiment sur ce tir. Sans doute fatigués, peut-être un peu plus crispés que d'ordinaire, Cap'tain Jack et les siens commencent alors à multiplier les fautes. Sifflés systématiquement en défense, tirant à côté des cages d'un Andreï Lavrov exemplaire, les Français ne trouvent plus leurs marques. Pour la première fois depuis le 20 janvier, les joueurs de Daniel Costantini paraissent impuissants face aux gros gabarits russes. Et à la pause, la différence est déjà lourde (10-16).
Le scénario reste le même en seconde période. Les gardiens français ne sont pas en veine et les joueurs de champ passent véritablement à travers, peu aidés par les arbitres qui contribuent à alourdir la note. Et rien n'y fera, l'attaque française ne se réveille pas. Après 5 matchs exemplaires, l'équipe de France se voit barrer le chemin de la finale par une Russie supérieure. C'est donc pour une médaille de bronze que la France disputera son dernier match.

#### France-Espagne (23-24): pour la prochaine fois...
| 30 janvier 2000 15h00 | Espagne             | 23 - 24 | France           | Dom Sportova, Zagreb Affluence : 4 000 Arbitrage : Vlado Pendić, Radomir Majstorović |
| 30 janvier 2000 15h00 | Talant Dujshebaev 7 | (12-13) | Bertrand Gille 6 | Dom Sportova, Zagreb Affluence : 4 000 Arbitrage : Vlado Pendić, Radomir Majstorović |
| 30 janvier 2000 15h00 | ×2 ×3               | Rapport | ×3 ×2            | Dom Sportova, Zagreb Affluence : 4 000 Arbitrage : Vlado Pendić, Radomir Majstorović |

« On le méritait plus qu'eux ». Ces quelques mots sont de Jackson Richardson, déçu, presque abattu après la défaite française dans ce match pour la médaille de bronze. Là encore, le début de match est pourtant convaincant pour les Bleus (3-6, 9e) et on se dit que les Français vont réussir à vaincre une deuxième fois l'Espagne. Richardson redevient Jack le Magnifique en inscrivant les deux premiers buts tricolores et en menant le jeu de main de maître. La défense neutralise Xepkin, Bertrand Gille ne décolle pas de Dujshebaev qui, remis sur pied, semble être le seul à pouvoir tromper Martini à 9 mètres. C'est alors que le gardien espagnol Barrufet sort le grand jeu. Les tirs français sont détournés ou mal cadrés et les Espagnols enchainent un 5-0 pour prendre pour la première fois les devants (9-7, 16e). Seul Richardson réussit à ramener son équipe à égalité (10-10, 23e) avant d'arriver à la mi-temps avec un but de retard (13-12). 
Si un petit sursaut au retour des vestiaires laisse entrevoir un espoir pour la France (13-14), des erreurs irréversibles ne vont pas tarder à refaire surface. Barrufet empoisonne la vie des tireurs, tandis que les Espagnols, cette fois, trouvent les failles et s'envolent au score (19-16, 43e). Les Bleus ont perdu de leur superbe, sans doute en même temps que leur fraîcheur. Ainsi, Cazal passe complètement à côté de son match (1/9 en 21 minutes de jeu), ce qui ne l'empêchera pas malgré tout d'être élu meilleur arrière droit de la compétition. Malgré quelques tentatives de Burdet, entré à nouveau sur le terrain pour remplacer le Réunionnais, la France ne parvient pas à rattraper son retard et ce sont cette fois les Espagnols qui sautent de joie à la fin des 60 minutes, les deux derniers buts Français n'entretenant pas vraiment l'illusion (24-23, score final).
Les quinze tricolores devront donc se contenter de regarder de loin la remise des médailles. La défaite fait mal. Mais elle n'enlèvera rien de l'esprit de groupe né ici, des progrès réalisés et de tout ce que les Français ont pu emmagasiner, à la surprise générale.

## Statistiques et récompenses

### Récompenses
Deux joueurs de l'équipe de France ont été élus dans équipe-type de la compétition, Jackson Richardson ayant été élu à la fois meilleur joueur et meilleur demi-centre :
- Meilleur joueur (MVP) : Jackson Richardson
- Demi-centre : Jackson Richardson
- Arrière droit : Patrick Cazal

### Joueurs de champs
| Rang  | Joueur             | Tot. | Tirs | %      | Ch. | 7m    | MJ | Moy. | Carton jaune | Suspension | Carton rouge | Temps de jeu    |
| ----- | ------------------ | ---- | ---- | ------ | --- | ----- | -- | ---- | ------------ | ---------- | ------------ | --------------- |
| 1     | Patrick Cazal      | 40   | 82   | 48,8 % | 40  | -     | 7  | 5,7  | 1            | 1          | 0            | 3 h 46 min 18 s |
| 2     | Bertrand Gille     | 30   | 46   | 65,2 % | 30  | -     | 7  | 4,3  | 3            | 6          | 0            | 5 h 34 min 42 s |
| 2     | Jackson Richardson | 30   | 48   | 62,5 % | 30  | -     | 7  | 4,3  | 2            | 3          | 0            | 4 h 57 min 36 s |
| 4     | Cédric Burdet      | 16   | 30   | 53,3 % | 16  | -     | 7  | 2,3  | 4            | 4          | 0            | 4 h 39 min 46 s |
| 5     | Andrej Golić       | 15   | 27   | 55,6 % | 12  | 3/3   | 7  | 2,1  | 1            | 1          | 0            | 4 h 53 min 40 s |
| 6     | Grégory Anquetil   | 12   | 20   | 60,0 % | 6   | 6/10  | 4  | 3,0  | 1            | 0          | 0            | 3 h 8 min 3 s   |
| 7     | Stéphane Joulin    | 10   | 15   | 66,7 % | 5   | 5/7   | 4  | 2,5  | 2            | 1          | 0            | 1 h 49 min 13 s |
| 8     | Marc Wiltberger    | 8    | 25   | 32,0 % | 8   | -     | 7  | 1,1  | 5            | 7          | 0            | 5 h 41 min 59 s |
| 9     | Laurent Puigségur  | 6    | 6    | 100 %  | 6   | -     | 7  | 0,9  | 0            | 0          | 0            | 1 h 28 min 40 s |
| 10    | Didier Dinart      | 4    | 4    | 100 %  | 4   | -     | 7  | 0,6  | 3            | 4          | 0            | 3 h 11 min 44 s |
| 11    | Olivier Girault    | 2    | 9    | 22,2 % | 2   | -     | 6  | 0,3  | 0            | 0          | 0            | 2 h 7 min 39 s  |
| Total | Total              | 173  | 312  | 55,4 % | 154 | 14/20 | 7  | 24,7 | 24*          | 27         | 0            | 7 h 0 min 0 s   |

* dont un carton jaune pour Bruno Martini et un pour le banc de touche.
Daniel Narcisse n'a jamais été aligné sur une feuille de match,

### Gardiens de but
| Rang  | Nom              | %      | Arrêts | Tirs | MJ | Moy. | Temps de jeu    |
| ----- | ---------------- | ------ | ------ | ---- | -- | ---- | --------------- |
| 1     | Bruno Martini    | 38 %   | 55     | 143  | 7  | 7,8  | 3 h 43 min 31 s |
| 2     | Christian Gaudin | 34 %   | 40     | 116  | 7  | 5,7  | 3 h 16 min 29 s |
| Total | Total            | 35,6 % | 101    | 283  | 7  | 14,4 | 9 h 0 min 0 s   |

Thierry Omeyer n'a jamais été aligné sur une feuille de match.